# Maëlle Grossetête
Pour les articles homonymes, voir Grossetête (homonymie).
Maëlle Grossetête, née le 10 avril 1998 à Sallanches (Haute-Savoie), est une coureuse cycliste française, spécialiste du cyclo-cross.

## Carrière
À la fin du mois d'août 2020, elle est sélectionnée en équipe de France pour participer à l'épreuve de relais mixte des championnats d'Europe de cyclisme sur route organisés à Plouay dans le Morbihan. Elle se classe quatrième de cette course qu'elle dispute en compagnie de Kévin Vauquelin, Donavan Grondin, Audrey Cordon-Ragot, Eugénie Duval et son frère Julien Duval.
Elle s'engage pour 2024 avec l'équipe Human Powered Health.

## Palmarès sur route

### Par année
- 2013
  - 3e du championnat de France sur route cadettes
- 2014
  - 2e du championnat de France sur route cadettes
- 2015
  - 2e du championnat de France du contre-la-montre juniors
- 2016
  - 3e du championnat de France du contre-la-montre juniors
- 2017
  - Tour de Gironde féminin (cdf)
  - Coupe de France espoirs
  - 3e du Prix de la Ville du Mont Pujols (cdf)
- 2018
  - 2e de la Picto-Charentaise
  - 6e du championnat d'Europe du contre-la-montre espoirs
- 2019
  -  Championne de France du contre-la-montre espoirs

### Classements mondiaux
| Année                                 | 2017 | 2018 | 2019 | 2020 | 2021 | 2022 | 2023 | 2024 |
| ------------------------------------- | ---- | ---- | ---- | ---- | ---- | ---- | ---- | ---- |
| Classement UCI                        | 624e | 292e | 305e | 336e | 230e | 250e | 372e | 738e |
| UCI World Tour                        | nc   | 237e | 139e | 143e | 114e | 107e | 172e | 217e |
|                                       |      |      |      |      |      |      |      |      |
| Légende : nc = non classéSource : UCI |      |      |      |      |      |      |      |      |

## Palmarès en cyclo-cross
- 2013-2014
  -  Championne de France cadettes
  - 2e de la coupe de France cadettes
- 2014-2015
  - 3e de la coupe de France
  - 3e du championnat de France juniors
- 2015-2016
  - Coupe de France :
    - Classement général
    - Coupe de France de cyclo-cross #2, Quelneuc

  - Coupe de France juniors
  - 3e du championnat de France juniors